# Debate Rajoy-Rubalcaba
El debate Rajoy-Rubalcaba fue un debate que enfrentó a los candidatos a La Moncloa por parte de los dos principales partidos políticos de España, Mariano Rajoy (Partido Popular) y Alfredo Pérez Rubalcaba (Partido Socialista Obrero Español). Fue el quinto debate televisado en la historia de la democracia española, tras los dos celebrados en 1993 y los dos de 2008. Se celebró el lunes 7 de noviembre de 2011 en el recinto ferial de IFEMA, fue organizado por la Academia de las Ciencias y las Artes de Televisión y su moderador fue el periodista Manuel Campo Vidal.

## Ganador del debate
Las encuestas realizadas tras el debate dieron mayoritariamente como ganador a Mariano Rajoy sobre Alfredo Pérez Rubalcaba, lo que "constataba un reforzamiento de la imagen de Rajoy que habitualmente había sido señalado como persona menos valorada que el resto de líderes políticos". Autores como el politólogo Antonio Garrido mantienen que el debate ya lo había perdido de antemano el líder socialista al pactar la agenda del debate e incluir la situación económica como tema central que favorecía al contrincante por no tener la carga de ser el partido en el gobierno.